# Thouarella chilensis
Thouarella chilensis är en korallart som beskrevs av Kükenthal 1912 . Thouarella chilensis ingår i släktet Thouarella och familjen Primnoidae. Inga underarter finns listade i Catalogue of Life.